# Singularité annulaire

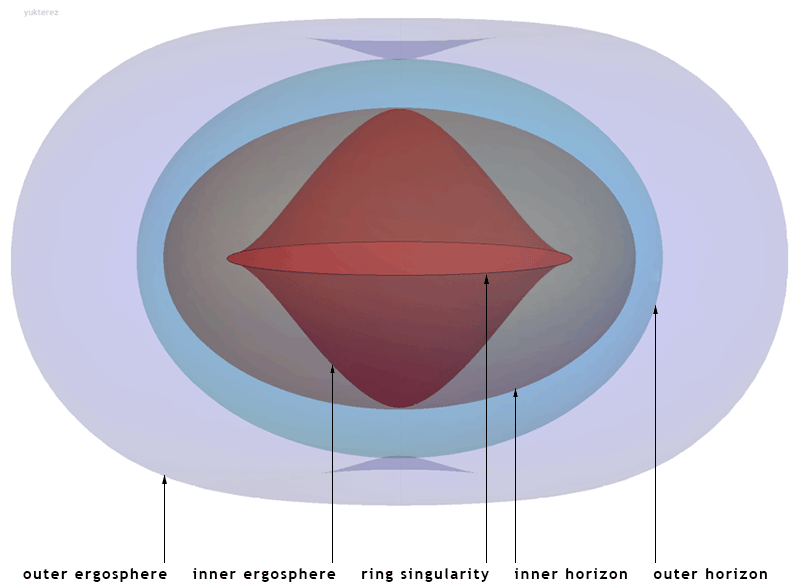
Horizons des événements et ergosphères d'un trou noir en rotation ; la singularité annulaire est située au niveau du nœud équatorial de l'ergosphère interne à R=a.

En relativité générale, une singularité annulaire (de l'anglais ring singularity ou ringularity) est, dans la métrique de Kerr, la singularité gravitationnelle d'un trou noir en rotation qui prend la forme d'un anneau.

## Description
Selon la relativité générale, quand un corps sphérique d'un rayon critique qui ne tourne pas sur lui-même s'effondre sous sa propre gravitation, celui-ci s'effondre en un seul point. Ce n'est pas le cas avec un trou noir en rotation (un trou noir de Kerr), car la distribution de sa masse n'est pas sphérique et il possède un moment cinétique. Étant donné qu'un point ne peut pas soutenir une rotation ou un moment cinétique en relativité générale, la forme minimale de la singularité qui peut soutenir ces propriétés est un anneau avec une épaisseur nulle, mais un rayon non-nul, appelé singularité annulaire ou singularité de Kerr,.
L'effet Lense-Thirring d'un trou noir en rotation, tel que décrit par la métrique de Kerr, courbe l'espace-temps aux alentours de l'anneau dans la direction de son mouvement. En pratique, cela signifie que tous les corps situés dans l'ergosphère du trou noir ne peuvent pas rester immobiles et rotationnent obligatoirement avec lui — le chemin d'un rayon de lumière se déplaçant initialement vers le centre du trou noir se courbera dans la direction du mouvement de son anneau avant d'interagir avec lui. Cela signifie également que différents observateurs placés autour d'un trou noir en rotation auxquels on demande de désigner son centre de gravité pourraient chacun désigner des points différents de l'anneau.